# Pachydactylus boehmei
Pachydactylus boehmei — вид геконоподібних ящірок родини геконових (Gekkonidae). Ендемік Намібії. Вид названий на честь німецького герпетолога Вольфганга Бьома.

## Поширення і екологія
Pachydactylus boehmei відомі з типової місцевості, розташованої в західній частині нагір'я Отаві на північному сході Намібії, на висоті 1400 м над рівнем моря. Вони живуть в сухій савані, в тріщинах серед доломітових скель.